# Paraskeuī Patoulidou
Paraskeuī Patoulidou, detta Voula (in greco Παρασκευή "Βούλα" Πατουλίδου?; Florina, 29 marzo 1965), è un'ex ostacolista, lunghista e velocista greca, campionessa olimpica dei 100 metri ostacoli a Barcellona 1992.

## Biografia

### L'oro a Barcellona 1992
Il 5 agosto 1992 Patoulidou festeggiò il proprio ingresso nella finale dei 100 hs, ottenuta migliorando il suo record personale (risalente al 1991) da 12"96 a 12"88. Questo risultato la fece diventare la prima atleta greca a qualificarsi per una finale di corsa nell'atletica leggera olimpica.
Il giorno dopo ebbe luogo una delle più grandi sorprese della storia olimpica. La principale favorita della finale, la statunitense Gail Devers, inciampò nell'ultimo ostacolo. La Patoulidou ne approfittò e arrivò prima sul traguardo in 12"64 (nuovo record nazionale), senza rendersene conto: festeggiò credendo di aver vinto l'argento. Il risultato ufficiale fu:
1. Paraskeuī Patoulidou  Grecia - 12"64
2. LaVonna Martin  Stati Uniti - 12"69
3. Jordanka Donkova  Bulgaria - 12"70
4. Lynda Tolbert  Stati Uniti - 12"75
5. Gail Devers  Stati Uniti - 12"75
6. Aliuska Lopez  Cuba - 12"87
7. Natalya Kolovanova  Squadra Unificata - 13"01
8. Odalys Adams  Cuba - 13"57

Con questo risultato Patoulidou divenne la prima donna greca a vincere una medaglia olimpica, conquistando per la Grecia il primo oro nell'atletica leggera ai Giochi olimpici dal 1912.

### Il dopo Barcellona
Dopo l'oro olimpico Patoulidou decise di tornare alla sua disciplina preferita, il salto in lungo. Riuscì ad arrivare in finale alle Olimpiadi di Atlanta 1996, dove si classificò decima. Successivamente Patoulidou partecipò anche ad altre due edizioni dei Giochi olimpici: Sydney 2000 nel lungo ed Atene 2004 nella staffetta 4×100 m.
Fu l'unica donna fra gli ultimi tedofori scelti fra le leggende dello sport greco nella cerimonia d'apertura di Atene 2004: gli altri erano Nikos Galīs, Dimitrios Domazos, Akakios Kakiasvili e Ioannis Melissanidis. Fu anche uno degli ultimi tedofori ad Atlanta 1996, fra Evander Holyfield e Janet Evans.
In carriera può vantare anche 3 ori ai Giochi dei Balcani, rispettivamente su 100 metri piani e 100 metri ostacoli nel 1990 e nel salto in lungo nel 1994.

## Record nazionali

### Seniores
- 100 metri ostacoli: 12"64 ( Barcellona, 6 agosto 1992)

## Palmarès
| Anno | Manifestazione          | Sede       | Evento         | Risultato      | Prestazione | Note             |
| ---- | ----------------------- | ---------- | -------------- | -------------- | ----------- | ---------------- |
| 1988 | Giochi olimpici         | Seul       | 100 m piani    | Batteria       | 11"85       |                  |
| 1988 | Giochi olimpici         | Seul       | 4 × 100 m      | Semifinale     | 45"74       |                  |
| 1989 | Mondiali indoor         | Budapest   | 60 m piani     | Semifinale     | 7"47        |                  |
| 1991 | Giochi del Mediterraneo | Atene      | 100 m piani    | Oro            | 11"48       |                  |
| 1991 | Giochi del Mediterraneo | Atene      | 100 m hs       | Argento        | 12"96       |                  |
| 1991 | Mondiali                | Tokyo      | 100 m piani    | Semifinale     | 11"51       |                  |
| 1991 | Mondiali                | Tokyo      | 100 m hs       | Batteria       | 13"41       |                  |
| 1992 | Giochi olimpici         | Barcellona | 100 m hs       | Oro            | 12"64       | Record nazionale |
| 1995 | Mondiali indoor         | Barcellona | Salto in lungo | 10ª            | 6,44 m      |                  |
| 1995 | Mondiali                | Göteborg   | Salto in lungo | Qualificazioni | nm          |                  |
| 1996 | Giochi olimpici         | Atlanta    | Salto in lungo | 10ª            | 6,37 m      |                  |
| 1997 | Mondiali indoor         | Parigi     | Salto in lungo | Qualificazioni | nm          |                  |
| 1997 | Mondiali                | Atene      | Salto in lungo | 36ª            | 5,90 m      |                  |
| 2000 | Giochi olimpici         | Sydney     | 100 m piani    | Batteria       | 11"65       |                  |
| 2000 | Giochi olimpici         | Sydney     | 4 × 100 m      | Semifinale     | 43"53       |                  |
| 2001 | Mondiali indoor         | Lisbona    | 60 m piani     | Semifinale     | 7"34        |                  |